# Valentinianus I
Flavius Valentinianus (Vinkovci, 321 – Komarom, 17 november 375), bekend als Valentinianus I, was van 26 februari 364 tot 17 november 375 keizer van het Romeinse Keizerrijk.

## Voor het keizerschap
Valentinianus is geboren in Cibalis (het huidige Vinkovci), in het zuiden van Pannonië. Zijn vader was Gratianus de Oudere, een bekende en gerespecteerde generaal. Valentinianus maakte ook carrière in het Romeinse leger, zo was hij cavalerieaanvoerder onder Julianus Apostata, toen deze Caesar was onder Constantius II. Laatstgenoemden hadden echter ruzie met elkaar, wat ervoor zorgde dat Valentinianus ontslagen werd door Constantius. 
Jovianus, de opvolger van Julianus Apostata als keizer, haalde Valentinianus terug bij het leger. Jovianus stierf echter al spoedig op 17 februari 364, en Valentinianus werd als zijn opvolger gekozen.

## Keizerschap
Bij zijn toetreding stelde hij zijn soldaten gerust, dat het leger zijn grootste prioriteit was. Om te voorkomen dat er een opeenvolging van crisissen zou uitbreken, stelde hij een co-Augustus aan, zijn broer Valens. Door een co-heerser te benoemen, verzekerde hij de oostelijke ambtenaren, dat iemand met keizerlijk gezag in het oosten zou blijven om hun belangen te beschermen.
Valens bestuurde de pretoriaanse prefectuur van het Oosten, inclusief Constantinopel, terwijl Valentinianus in het westen zou regeren vanuit Milaan. In deze stad bekrachtigde hij in 374 de verkiezing van Ambrosius, een niet-gedoopte, tot bisschop, die later heilige en kerkvader zou worden.
Er was al snel een opstand van Procopius, mogelijk een familielid van Julianus, maar Valens kon zijn leger verslaan en liet hem executeren in 366.

### Germanië en Gallië
Valentinianus was het grootste deel van zijn 11 jaar durende heerschappij bezig met het versterken van de Romeinse verdedigingswerken en het neerslaan van de vele opstanden. In 365 staken de Alemannen de Rijn over nadat ze de grote Romeinse vestingstad Mogontiacum veroverd hadden (vandaag: Mainz). Later zouden Bourgondiërs en Saksen hen volgen. De campagnes waren zeer moeizaam en Valentinianus won nipt van de Alemannen in de slag van Solicinium, het huidige Sulz aan de rivier de Neckar. Het duurde tot 374 vooraleer hij vrede kon sluiten met Macrianus (koning der Alemannen).
Aangezien de verdedigingswerken goed functioneerden, vielen Saksische en Frankische piraten, via de zee, Gallië binnen.

### Britannia en Africa
Intussen brak er in Britannia een opstand uit onder de Picten en de Schotten. In 368 stuurde Valentinianus comes Theodosius de oudere naar Britannia om, de in anarchie verkerende provincie, de rust te herstellen. Theodosius was zeer succesvol en gaf de provincie de naam "Valentia", naar de twee regerende keizers. 
Theodosius werd vervolgens in 372 naar Africa gestuurd om een opstand van Firmus neer te slaan.  Toen Firmus vernam, dat Theodosius en zijn leger waren geland, pleegde hij zelfmoord.

### Quaden zijn kwaad
In 374 waren de Quaden, een Germaans volk dat leefde aan de Donau, kwaad op de Romeinen omdat die forten bouwden in wat ze beschouwden als hun eigen gebied. Dit werd nog versterkt door de moord op hun koning Gabinius, waarvoor Valentinianus verantwoordelijk werd gehouden. Daarnaast was het nomadenvolk de Sarmaten verbonden met de Quaden. De Quaden staken de Donau over en plunderden Pannonia. Valentinianus kwam in 375 orde op zaken stellen met een groot leger. Vermoedelijk had Valentinianus zijn legerkamp in Brigetium aan de limes Pannonicus (grens van Pannonia), vandaag de stad Komarom aan de Donau. Bij een audiëntie met een ambassadeur van de Quaden werd Valentinianus, die bekendstond om zijn ontvlambaarheid, kwaad over hun vredesvoorstel en begon te schreeuwen. Van de opwinding kreeg hij een hartinfarct, waaraan hij overleed.

## Opvolging
Valentinianus trouwde twee keer; eerst met Marina Severa, die hem een zoon, Gratianus schonk, en daarna met Justina, die de moeder zou worden van Valentinianus II en twee dochters: Galla (de latere vrouw van Theodosius I) en Justa.
In 367 benoemde Valentinianus zijn oudste zoon, de achtjarige Gratianus, tot medekeizer. Het leger had niet veel vertrouwen in de jonge Gratianus.
Nadat op 17 november 375 keizer Valentinianus I was overleden riep het leger 5 dagen later diens vierjarige zoon Valentinianus II uit tot de nieuwe keizer.

## Nalatenschap
Valentinianus wordt wel beschouwd als de laatste grote West-Romeinse keizer. Hij was eerlijk en hardwerkend, stichtte scholen, hoewel hij zelf amper kon lezen, en gaf geen belastinggeld uit aan luxe zaken, maar aan forten en andere praktische dingen, zoals gratis medische zorg voor de armen in Rome. Valentinianus was zelf christen, maar er was voor iedereen geloofsvrijheid.